# 문경사과축제
문경사과축제는 경상북도 문경시에서 개최되는 특산물 관련 축전이다.